# Discover (журнал)
Discover (в переводе с англ. — «Открывать») — американский научный журнал для широкой аудитории, издаваемый с октября 1980 года. Первоначально выпускался компанией Time Inc., с 2010 года владельцем журнала является Kalmbach Media.

## История

### Основание
Журнал Discover был создан в первую очередь благодаря усилиям редактора журнала Time Леона Джароффа. Он заметил, что продажи журнала растут каждый раз, когда на обложке появляется научная тема. Джарофф интерпретировал это как значительный общественный интерес к науке, и в 1971 году начал убеждать руководство компании Time Inc. в необходимости создания научно-ориентированного журнала. Это было сложно, как отметил его бывший коллега, потому что «продавать науку людям, которые стали менеджерами, было очень тяжело».
Настойчивый Джарофф наконец добился своего и в октябре 1980 года вышел первый номер научно-популярного журнала, названного Discover. Изначально Discover был представлен на растущем рынке научных журналов, предназначенных для образованных непрофессионалов, который должен был быть легче читаемым, чем Scientific American, но более подробным и ориентированным на науку, чем Popular Science. Вскоре после его запуска Американская ассоциация содействия развитию науки (AAAS) выпустила аналогичный журнал Science 80 (не путать с ведущим журналом ассоциации Science), кроме того, журналы Science News и Science Digest изменили свои форматы в соответствии с новой тенденцией.
В то время Discover публиковал довольно глубокие научные доклады по «тяжёлой науке» и избегал таких тем, как внеземной разум. В большинстве выпусков содержалось эссе известного учёного, такого как Стивен Джей Гулд, Джаред Даймонд и Стивен Хокинг. Также журнал часто публиковал биографии учёных. Колонка Skeptical Eye (в переводе с англ. — «Скептический взгляд») специализировалась на раскрытие мошенничеств в «популярной науке», в частности, именно в ней иллюзионист и научный скептик Джеймс Рэнди опубликовал результаты проекта «Альфа» по разоблачению двух иллюзионистов, заявлявших о своих якобы паранормальных способностях. Джарофф рассказывал, что при запуске журнала колонка Skeptical Eye была самым читаемым разделом.

### Конкуренция и изменения
Появление большого количества журналов в одном и том же рыночном пространстве неизбежно привело к усилению конкуренции и закрытию некоторых изданий, так что к середине 1980-х годов Discover остался фактически один на рынке; тем не менее было решено расширить аудиторию, начав публиковать статьи по психологии и психиатрии. Джарофф выразил несогласие с этим решением и был отправлен обратно в Time, Inc. Skeptical Eye и ряд других авторских колонок исчезли, а статьи стали освещать более спорные, умозрительные темы (например, о конце Вселенной). Новый формат имел большой успех и оставался в основном неизменным в течение следующих двух десятилетий.
В 1985 году Discover возглавил Гилберт Рогин, редактор журнала Sports Illustrated. В 1986 году Time, Inc. приобрела подписные листы закрытых журналов Science Digest и Science 86. В результате тираж журнала к маю 1987 года увеличился до 925 000 экземпляров, а выручка за 1986 год составила $6,9 млн, но ежегодный чистый убыток составил $10 млн.
В январе 1987 года новым издателем Discover стал Брюс Барнет, ранее издававший тестовый журнал Picture Week, вместо Джеймса Б. Хейса, который был назначен издателем Fortune.
Журнал несколько раз переходил из рук в руки. В 1987 году Time Inc. продала Discover за $26 млн компании Family Media, владельцу журналов Health, Golf Illustrated, Homeowner, 1001 Home Ideas и World Tennis. С января по июль 1991 года журнал Discover потерял 15 % своей рекламы, оставаясь при этом прибыльным. В 1991 году Family Media закрылась, издание журналов было приостановлено и они были выставлены на продажу. Последний выпуск журнала Discover как журнала Family Media был в августе 1991 года тиражом 1,1 млн экземпляров.
В сентябре 1991 года The Walt Disney Company приобрела журнал для своей журнальной группы Disney Publishing's Magazine Group. Главный офис журнала был большей частью перенесён в офис группы в Бербанке, а третья часть осталась в Нью-Йорке в небольшом редакционном и рекламном офисе. Новому владельцу удалось сохранить главного редактора Пола Хоффмана. Disney удвоил количество фотографий в журнале и его бюджет на контент, чтобы избежать проблем, связанных с закрытием Family Media и сменой владельца. В 1993 году Disney Magazine Publishing Inc. решила запустить рекламную кампанию, разработанную совместно с рекламной фирмой Ziff Marketing, чтобы повысить осведомлённость рекламодателей о том, что Discover является общедоступным журналом, представляющим интерес для любителей науки.
В октябре 2005 года Боб Гуччионе-младший, старший сын основателя и издателя журнала Penthouse Боба Гуччионе, сам основавший музыкальный журнал Spin и мужской журнал Gear, а также несколько партнёров из фондов прямых инвестиций, выкупили Discover у Disney. Гуччионе стал генеральным директором и курировал редизайн апрельского номера 2006 года. Тем не менее, уже в октябре 2007 года он был отстранён от должности генерального директора «из-за философских разногласий с акционерами». Новым генеральным директором стал Генри Донахью, финансовый директор Discover Media. В 2008 году он также взял на себя роль издателя. В октябре 2008 года главным редактором Discover стал Кори Пауэлл, до этого исполнительный редактор журнала.
В 2010 году журнал был продан компании Kalmbach Publishing (ныне Kalmbach Media), чьи книги и журналы, как правило, посвящены ремёслам и хобби, таким как моделирование, бисероплетение и отдыху на природе. До покупки Discover у компании был лишь один научный журнал, Astronomy. В августе 2012 года Калмбах объявил, что Discover переедет из Нью-Йорка в штаб-квартиру Калмбаха в Висконсине в январе 2013 года. В декабре 2012 года главным редактором журнала стал Стивен С. Джордж.
С января 2016 года главный редактор журнала — Бекки Лэнг, которая одновременно является исполнительным редактором Kalmbach Media Science Group. В журнале Лэнг работает с 2013 года, до этого она 11 лет была редактором по вопросам здравоохранения, науки и окружающей среды в журнале Milwaukee Journal Sentinel.

## Тираж
На 31 декабря 2012 года тираж журнала по данным Alliance for Audited Media составлял 558 484 экземпляров. На 31 декабря 2019 года по данным Alliance for Audited Media тираж журнала снизился до 267 232 экземпляров.